# Orkanen Gilbert
Orkanen Gilbert var en tropisk cyklon som drabbade Västindien och Mexiko 9 till 17 september 1988. Den registrerades som en av de allra kraftigaste tropiska cykloner som observerats på västra halvklotet. Ovädret var också en av de största tropiska cykloner som observerats på västra halvklotet - som mest täckte "Gilbert" en yta som var större än Texas
Gilbert uppstod som ett tropiskt lågtryck nära Barbados och växte snabbt i styrka. 12 september passerade ögat (dvs orkanens centrum) rakt över Jamaica som en kategori 5-orkan på Saffir–Simpsons orkanskala med medelvindar på cirka 65 m/s (230 km/h). Gilbert orsakade enorm förödelse på Jamaica där cirka 500 000 människor blev hemlösa och dussintals omkom. Efter det satte ovädret kurs mot Mexiko. Gilbert nådde sin maximala styrka 14 september utanför Yucatan. Den dagen uppmättes ett lufttryck på endast 888 hektopascal i Gilberts öga och medelvindhastigheten låg på 83 m/sek, 299 km/h, i byarna åtminstone 95 m/sek, drygt 340 km/h (gränsen för orkan går vid 33 m/s). Lufttrycket var då det lägsta som någonsin uppmätts i en orkan i Atlanten och Karibiska havet. I fråga om vindhastighet hade bara orkanen Camille 1969 och orkanen Allen 1980 högre uppmätt medelvindhastighet (85 m/sek). Från och med 13 september började befolkningen utmed Texas kust att förbereda sig för vad som kallades "århundradets värsta oväder".
Efter att ha orsakat enorma skador i bland annat Cancun på Yucatan drog Gilbert vidare ut över Mexikanska golfen, nu försvagad men fortfarande en mycket kraftig orkan. 16 september nådde ovädret Mexikos östkust, strax söder om gränsen till Texas som därmed hamnade utanför det kraftigaste vindbältet. Väl inne över land försvagades Gilbert snabbt och nedgraderades till en tropisk storm. Men i den bergiga terrängen fortsatte ovädret att producera enorma regnmängder som orsakade stora översvämningar och dödade uppemot 200 människor.
Gilbert dödade totalt minst 318 människor och cirka 800 000 blev hemlösa. De materiella skadorna uppgick till många miljarder dollar. Gilbert är fortfarande en av de mest destruktiva orkaner som drabbat Karibien.
Anmärkning Orkanen Wilma "övertog" 19 oktober 2005 förstaplatsen från Gilbert som den (mätt efter lufttrycket) kraftigaste tropiska cyklonen som registrerats på västra halvklotet. Wilma hade som lägst ett lufttryck i "ögat" på 882 millibar.